# Вечер шутов
«Вечер шутов» (швед. Gycklarnas afton) — фильм Ингмара Бергмана 1953 года. Сюжет повествует об актёрах бродячего цирка, об их тщетных попытках вырваться из несвободы, обусловленной их неустроенной кочевой жизнью, полной нищеты и унижения, и перейти к несвободе обеспеченной буржуазной жизни.

## Сюжет
Бродячий цирк путешествует по Швеции начала XX века и останавливается на окраине небольшого города. Основное действие предваряется рассказом о клоуне Теодоре Фросте (Андерс Эк) и его жене Альме (Гудрун Брост), которая несколько лет назад под воздействием внезапного импульса решила искупаться в обнажённом виде вместе с ротой солдат, участвовавших в учениях на морском побережье. О странном поступке жены сообщили Фросту и он, прервав своё выступление, был вынужден участвовать в унизительной сцене, пытаясь вытащить Альму из воды и отвести домой.
Альберт (Оке Грёнберг), хозяин цирка, вместе со своей любовницей Анной (Харриет Андерссон), отправляются в местный театр, чтобы одолжить костюмы для своей труппы. Директор театра (Гуннар Бьёрнстранд) говорит, что считает цирковых артистов сбродом, но соглашается одолжить костюмы ради возможности увидеть представление. Франс (Хассе Экман), артист театра, едва заметив Анну, предлагает ей бросить Альберта и уйти к нему, обещая обеспеченную жизнь. Альберт и Анна устали от неустроенности и ищут способ перейти к более спокойной жизни.
Альберт навещает свою жену Агду (Анника Третов), которую он оставил три года назад. Она принимает его дружелюбно, сообщая, что вполне довольна спокойной и обеспеченной жизнью хозяйки табачного магазина, кормит Альберта обедом, зашивает изношеный сюртук и даже предлагает одолжить денег. В конце концов Альберт заявляет, что готов оставить жизнь бродячего артиста и уговаривает принять его обратно, но Агда отвергает его.
Тем временем Анна решает принять предложение Франса. Он начинает вести себя агрессивно, запирает комнату и обещает Анне отдать ключ и дорогостоящий медальон в обмен на благосклонность. Альберт, возвращаясь от жены, замечает Анну, заходящую в ювелирную лавку, чтобы продать медальон Франса. Вечером в цирковом фургоне он устраивает ей сцену ревности. Анна признаётся в измене, упоминая, что медальон оказался поддельным.
Начинается цирковое представление, на которое приходят артисты театра. Франс во время выступления Анны начинает выкрикивать намёки на интимные отношения с ней. Завязывается драка, в ходе которой Франс сильно избивает Альберта. После окончания представления Альберт собирается застрелиться, но после того как его останавливает Фрост, Альберт убивает циркового медведя. На следующее утро бродячий цирк собирается в дорогу, Альберт и Анна решают продолжить путь вместе.

## В ролях
| Актёр                | Роль                            |
| -------------------- | ------------------------------- |
| Оке Грёнберг         | Альберт Юханссон                |
| Харриет Андерссон    | Анна                            |
| Хассе Экман          | Франс                           |
| Андерс Эк            | Теодор Фрост клоун              |
| Гудрун Брост         | Альма Фрост жена Теодора Фроста |
| Анника Третов        | Агда жена Альберта              |
| Эрик Страндмарк      | Йенс                            |
| Гуннар Бьёрнстранд   | господин Шуберг директор театра |
| Курт Лёвгрен         | Блом режиссёр театра Шуберга    |
| Оке Фридель          | офицер-артиллерист              |
| Отто Московиц (Кики) | карлик                          |

## Работа над фильмом
Сценарий «Вечера шутов» показался Карлу Андерсу Дюмлингу, возглавлявшему в то время студию «Свенск Фильминдустри», слишком авангардным даже для шведской аудитории. Ингмар Бергман обратился к продюсеру Рюне Вальдекранцу из «Сандрев» и тот согласился профинансировать фильм, рассчитывая на повышение престижа студии и на возможный успех в зарубежном прокате.
Фильм снимался с конца февраля по июнь 1953 года.
В работе над «Вечером шутов» принимало участие три оператора. Гёран Стриндберг снял большую часть уличных и студийных сцен, но не был указан в титрах. Заменивший его Свен Нюквист, ставший впоследствии основным оператором Ингмара Бергмана снимал сцены в цирковом тенте. Третий оператор, Хильдинг Блад, снял вступительную флешбэк-сцену с Фростом и его женой.

## Темы
Критики и исследователи отмечали сходство сюжетных линий Альберта и Анны с немым фильмом Э. А. Дюпона «Варьете», в котором главный герой, воздушный гимнаст бродячего цирка, узнав об измене любовницы, убивает своего молодого соперника. Сам Ингмар Бергман настаивал на том, что мотивы действий Альберта гораздо сложнее — речь идёт не только о ревности, но прежде всего о его противоречивом стремлении к «свободной» жизни бродячего артиста и к тихой, спокойной буржуазной жизни.
В «Вечере шутов», как и в других работах этого периода, Бергман часто использует в кадре зеркало не просто ради получения эффектной композиции, но в качестве метафоры противопоставления персонажей друг другу и попыток персонажей разобраться в себе. Особенностью нарратива является повторение схожих сюжетных линий. Гротескная, похожая на кошмарный сон унизительная сцена с Теодором Фростом и Альмой  получает отражение в эпизоде с унижением и избиением Альберта на арене цирка. Анна приходит в театр и наблюдает из-за кулис за Франсом, репетирующим сцену самоубийства — вечером того же дня она видит готовящегося к настоящему самоубийству Альберта. Унижение, на которое идёт Альберт, когда просит у своей жены разрешения вернуться к тихой оседлой жизни, повторяется с Анной в гримёрной комнате Франса — жизнь с театральным актёром кажется ей более благополучной и она готова остаться с ним на любых условиях.

## Критика
Премьерный показ фильма в Швеции состоялся в середине сентября 1953 года. «Вечер шутов» не пользовался успехом у зрителей, и реакция многих кинокритиков была резко отрицательной. Фильм критиковали за мрачную, пессимистичную атмосферу и показную аморальность поступков некоторых персонажей. В то же время, некоторые обозреватели оценили фильм весьма высоко. Нильс Байер назвал «Вечер шутов» лучшим фильмом Бергмана. Более сдержанные критики хвалили визуальную стилистику фильма, игру Оке Грёнберга и Харриет Андерссон, но отмечали слабость сценария и банальность поднимаемых тем.
Бергман опасался, что провал «Вечера шутов» может положить конец его режиссёрской карьере:

Понятно, что я воспринял провал у публики и провал у критики как катастрофу. Я понимал, что всякий раз, когда дела у меня шли плохо, уменьшались и мои возможности снимать новые фильмы. Сектор становился всё уже. Это было очень неприятное ощущение.— Интервью Ингмара Бергмана 

## Награды и номинации
- 1954 — Главный приз кинофестиваля в Монтевидео[10].
- 1957 — Хрустальная звезда (Оке Грёнберг)[10][11].
- 1958 — Главный приз кинофестиваля в Буэнос-Айресе[10].
- 1959 — Приз немецких кинокритиков за лучшую режиссуру, Франкфурт-на-Майне[10].
- 1959 — Второе место в рейтинге лучших зарубежных фильмов от ассоциации польских кинокритиков[10][11].